# Walter (Praag)
Walter is een historisch merk van fietsen, motorfietsen, auto's en vliegtuigmotoren.
De bedrijfsnaam was Josef Walter, Výroba Motocyklů, Praha-Smíchov, later Josef Walter & Spol., Praha-Jinonice en Josef Walter, Továrna Ozubených Kol, Praha-Košíře, Motorlet n.e., Walter a.s. en Walter Aircraft Engines.
Walter was oorspronkelijk een Oostenrijks-Hongaars en later een Tsjechisch bedrijf dat aanvankelijk fietsen maakte, maar vanaf 1902 ook motorfietsen. In 1908 ging men naast twee- ook driewielers produceren en vanaf 1914 zelfs uitsluitend driewielers. Vanaf de jaren twintig specialiseerde het bedrijf zich in de bouw van vliegtuigmotoren.
Josef Walter opende rond 1900 op 24-jarige leeftijd een werkplaats in Praag, dat toen nog in Oostenrijk-Hongarije lag. Hier repareerde hij wagens en fietsen, maar begon ook al met de ontwikkeling van zijn eerste motorfiets. Hij ging zelf fietsen produceren met onderdelen die hij van BSA betrok. In 1902 was de eerste motorfiets klaar. Hij had een luchtgekoelde 3 pk eencilindermotor in een fietsframe gemonteerd, waarbij het achterwiel door een riem werd aangedreven. In 1903 kreeg hij een zilveren medaille tijdens een industrietentoonstelling voor de "bevordering van de industrie in Bohemen en Moravië". In 1905 werd het "Model B" uitgebracht, een 4 pk V-twin. In 1907 schakelde Walter over op kettingaandrijving.
In 1909 werd de eerste auto gepresenteerd. Zijn tricycles, die in 1908 verschenen, werden echter veel populairder. Ze kregen de typeaanduidingen C2, C4 en D. Deze populariteit deed Walter besluiten de productie van motorfietsen in 1914 te staken.
In 1913 verhuisde het bedrijf naar Jinonice bij Praag. Tijdens de Eerste Wereldoorlog maakte de fabriek motorfietsen en automobielen voor het Oostenrijks-Hongaarse leger.
Na de oorlog opende Josef Walter een tandwielfabriek in Praag. Begin jaren twintig ging hij vliegtuigmotoren produceren. Naast eigen stermotoren, zoals de Walter NZ-60, produceerde hij ook BMW vliegtuigmotoren in licentie.
In 1925 deed hij een poging de motorfietsproductie weer op te pakken, maar zonder veel succes. In de tandwielfabriek ontstond in 1926 het prototype van een 496 cc eencilinder-zijklepper. Deze kwam niet in productie, maar er werd wel een 750 cc V-twin voor het Tsjechische leger geproduceerd.
In de jaren dertig werden in licentie ook Bristol Jupiter, Bristol Mercury en Bristol Pegasus vliegtuigmotoren gemaakt. Het bedrijf ontwikkelde echter ook zelf omgekeerde luchtgekoelde vier- en zescilinderlijnmotoren en in 1936 een luchtgekoelde V12. Vóór de Tweede Wereldoorlog werden Walter vliegtuigmotoren door de luchtmachten van dertien landen gebruikt. Tijdens de oorlog maakte men onder Duitse licentie Argus vliegtuigmotoren. Er werden voorbereidingen getroffen om ook de BMW 003 Turbojet te gaan maken, maar deze kwam niet meer in productie.
Het bedrijf kwam ongeschonden door de oorlog en werd in 1946 genationaliseerd onder de naam Motorlet n.e. De naam Walter kwam als producent van motorfietsen nog enkele jaren terug omdat Josef's zoon Jaroslav al in 1939 was begonnen met de productie van 248cc wegracemotoren. Hij ging hier na de oorlog mee door, maar maakte geen motorfietsen voor de normale verkoop. Normale motorfietsen bouwde hij later wel als chefconstructeur van CZ. De Walter fabriek ging zich bezighouden met de productie van vliegtuigmotoren voor de Sovjet-Unie. In 1952 startte men de productie van de Walter M-05 straalmotor. Feitelijk was dit de Russische Klimov VK-1 motor, die gebaseerd was op de Rolls-Royce Nene en in de MiG 15 werd gebruikt. In de jaren vijftig en -zestig produceerde men vliegtuigmotoren naar Sovjet-ontwerpen, maar de productie van zuigermotoren werd in 1964 over gedaan aan Avia.
In 1995 werd het bedrijf weer geprivatiseerd als Walter a.s. en in 2005 werd de vliegtuigmotorendivisie Walter Aircraft Engines. In juli 2006 werd het bedrijf overgenomen door FF Invest, een Tsjechisch investeringsbedrijf, en in 2007 werd het samengevoegd met Avia en PCS (Precision Casting Co.). In 2008 werden de activa van het bedrijf, waaronder niet de fabriek in Praag, gekocht door GE Aviaton.
- Er was nog een motorfietsmerk met deze naam, zie Walter (Mühlhausen).

## Lijst van (vliegtuig-)motoren
- Walter M-05
- Walter Mikron
- Walter NZ-60
- Walter Vega